# Liste der Baudenkmäler in Stammbach
Auf dieser Seite sind die Baudenkmäler in dem oberfränkischen Markt Stammbach zusammengestellt. Diese Tabelle ist eine Teilliste der Liste der Baudenkmäler in Bayern. Grundlage ist die Bayerische Denkmalliste, die auf Basis des Bayerischen Denkmalschutzgesetzes vom 1. Oktober 1973 erstmals erstellt wurde und seither durch das Bayerische Landesamt für Denkmalpflege geführt wird. Die folgenden Angaben ersetzen nicht die rechtsverbindliche Auskunft der Denkmalschutzbehörde.

## Baudenkmäler nach Gemeindeteilen

### Stammbach
| Lage                            | Objekt                                            | Beschreibung | Akten-Nr.     | Bild           |
| ------------------------------- | ------------------------------------------------- | --- | ------------- | -------------- |
| Am Bahnhof 5 (Standort)         | Bahnhofsgebäude                                   | Zweigeschossiges Satteldachgebäude, Obergeschoss verschalt, eingeschossige Anbauten, mit Stellwerk, Signalanlagen und Gleisspannanlagen, um 1850 bis 1930                                                          | D-4-75-175-29 | weitere Bilder |
| Bahnhofstraße 3 (Standort)      | Wohnhaus                                          | Zweigeschossig, mit Halbwalmdach, Eckquaderung, erste Hälfte 19. Jahrhundert | D-4-75-175-2  | BW             |
| Bahnhofstraße 4 (Standort)      | Wohnhaus                                          | Zweigeschossig, traufständig, mit Satteldach, Putzquaderung, bezeichnet „1823“, im Erdgeschoss moderner Ladeneinbau                                                                                                | D-4-75-175-3  | BW             |
| Bahnhofstraße 5 (Standort)      | Evangelisch-lutherische Pfarrkirche, Marienkirche | Saalbau mit dreigeschossigem Westturm, Putzbau mit Eckquaderung, 16./17. Jahrhundert, Langhaus 1825–26, Sakristeianbau 1899, mit Ausstattung                                                                       | D-4-75-175-4  | weitere Bilder |
| Bahnhofstraße 7 (Standort)      | Pfarrhaus                                         | Zweigeschossiger Satteldachbau, Ecklisenen, 18./19. Jahrhundert | D-4-75-175-5  | BW             |
| Bahnhofstraße 14 (Standort)     | Wohnhaus                                          | Zweigeschossig, mit Halbwalmdach, Ecklisenen, bezeichnet „1822“, durch Garagenanbau teilweise entstellt | D-4-75-175-6  | BW             |
| Bahnhofstraße 21 (Standort)     | Wohnstallhaus                                     | Zweigeschossig, mit Halbwalmdach, bezeichnet „1801“ | D-4-75-175-26 | BW             |
| Blumenau 15 (Standort)          | Absängermühle                                     | Ehemalige Mühle, zweigeschossiges Hauptgebäude mit Walmdach, fünf zu drei Achsen, Lisenengliederung, Schlussstein im Türsturz bezeichnet „1841“ mit Wappen der Müllerfamilie Schneider, mit Resten des Mühlgrabens | D-4-75-175-30 | weitere Bilder |
| Friedhofstraße 16 (Standort)    | Evangelisch-lutherische Friedhofskirche           | Saalbau mit Satteldach und Dachreiter, 1615–16, mit Ausstattung | D-4-75-175-7  | weitere Bilder |
| Kulmbacher Straße 11 (Standort) | Wohnhaus                                          | Zweigeschossig, mit Satteldach, erste Hälfte 19. Jahrhundert, durch moderne Fassadenverkleidung entstellt | D-4-75-175-8  | BW             |
| Kulmbacher Straße 16 (Standort) | Wohnstallhaus                                     | Zweigeschossig mit Halbwalmdach, Ecklisenen, bezeichnet „1830“ | D-4-75-175-9  | BW             |
| Kulmbacher Straße 27 (Standort) | Mühle                                             | Zweigeschossiges Satteldachhaus, Ecklisenen, erste Hälfte 19. Jahrhundert | D-4-75-175-10 | BW             |
| Marktplatz (Standort)           | Marktbrunnen                                      | Quadratisches Brunnenbecken, bezeichnet „1830“ | D-4-75-175-11 | Marktbrunnen   |
| Rathausstraße 2 (Standort)      | Wohnhaus                                          | Zweigeschossig, mit Satteldach, Ecklisenen, bezeichnet „1822“, im Erdgeschoss moderner Ladeneinbau, durch moderne Fassadenverkleidung entstellt                                                                    | D-4-75-175-12 | BW             |
| Rathausstraße 4 (Standort)      | Wohnstallhaus                                     | Zweigeschossig, mit Satteldach, bezeichnet „1809“, im Erdgeschoss moderner Ladeneinbau | D-4-75-175-13 | BW             |
| Rathausstraße 7 (Standort)      | Rathaus                                           | Zweigeschossiges Halbwalmdachhaus, bezeichnet „1831“, 1936 teilweise umgebaut | D-4-75-175-14 | Rathaus        |
| Schulstraße 2 (Standort)        | Wohnhaus                                          | Zweigeschossig, mit Halbwalmdach, Eckpilaster, bezeichnet „1834“; zugehöriger Kanat | D-4-75-175-15 | BW             |

### Fleisnitz
| Lage                    | Objekt        | Beschreibung                                                                                     | Akten-Nr.     | Bild          |
| ----------------------- | ------------- | ------------------------------------------------------------------------------------------------ | ------------- | ------------- |
| Fleisnitz 5 (Standort)  | Wohnstallhaus | Wohnstallhaus, zweigeschossig, mit Halbwalmdach, Ecklisenen und Fensterrahmen, bezeichnet „1793“ | D-4-75-175-16 | Wohnstallhaus |
| Fleisnitz 15 (Standort) | Wohnhaus      | Massivbau mit Fensterrahmen und Frackdach, Mitte 19. Jahrhundert                                 | D-4-75-175-17 | Wohnhaus      |

### Gundlitz
| Lage                   | Objekt    | Beschreibung                                                          | Akten-Nr.     | Bild      |
| ---------------------- | --------- | --------------------------------------------------------------------- | ------------- | --------- |
| Gundlitz 15 (Standort) | Kleinhaus | Eingeschossig, mit Satteldach und Fachwerkgiebel, 18./19. Jahrhundert | D-4-75-175-18 | Kleinhaus |

### Oberbuch
| Lage                                            | Objekt    | Beschreibung                                                            | Akten-Nr.     | Bild |
| ----------------------------------------------- | --------- | ----------------------------------------------------------------------- | ------------- | ---- |
| Bahnstrecke Bamberg–Hof (bei Bahn-km 90,210) () | Durchlass | Streckenunterführung bei Oberbuch, Sandsteinquadermauerwerk, um 1847/48 | D-4-75-175-35 |      |

### Oelschnitz
| Lage                     | Objekt          | Beschreibung                                                           | Akten-Nr.     | Bild            |
| ------------------------ | --------------- | ---------------------------------------------------------------------- | ------------- | --------------- |
| Oelschnitz 1 (Standort)  | Ehemalige Mühle | Zweigeschossiger Walmdachbau, 18. Jahrhundert, mit erhaltenem Mühlwerk | D-4-75-175-19 | Ehemalige Mühle |
| Oelschnitz 12 (Standort) | Wohnstallhaus   | Mit Frackdach, teilweise verputztes Fachwerkobergeschoss, um 1800      | D-4-75-175-20 | Wohnstallhaus   |

### Querenbach
| Lage                     | Objekt        | Beschreibung                                                          | Akten-Nr.     | Bild          |
| ------------------------ | ------------- | --------------------------------------------------------------------- | ------------- | ------------- |
| Querenbach 6 (Standort)  | Wohnstallhaus | Wohnstallhaus mit Frackdach, über dem Stall Fachwerk, 19. Jahrhundert | D-4-75-175-21 | Wohnstallhaus |
| Querenbach 15 (Standort) | Wohnstallhaus | Eingeschossig, mit Satteldach, bezeichnet „1792“                      | D-4-75-175-22 | Wohnstallhaus |
| Querenbach 20 (Standort) | Wohnstallhaus | Zweigeschossig, mit Walmdach, Eckquaderung, bezeichnet „1793“         | D-4-75-175-24 | Wohnstallhaus |

### Senftenhof
| Lage                                            | Objekt    | Beschreibung                                                                  | Akten-Nr.     | Bild |
| ----------------------------------------------- | --------- | ----------------------------------------------------------------------------- | ------------- | ---- |
| Bahnstrecke Bamberg–Hof (bei Bahn-km 92,011) () | Durchlass | Wasserdurchlass nördlich von Senftenhof, Sandsteinquadermauerwerk, um 1847/48 | D-4-75-175-34 |      |

### Tennersreuth
| Lage                                                              | Objekt     | Beschreibung                           | Akten-Nr.     | Bild       |
| ----------------------------------------------------------------- | ---------- | -------------------------------------- | ------------- | ---------- |
| In Tennersreuth, an der alten Straße nach Witzleshofen (Standort) | Kreuzstein | Kreuzstein aus Granit, 18. Jahrhundert | D-4-75-175-25 | Kreuzstein |

### Untereinzel
| Lage                                                    | Objekt     | Beschreibung                                                                                   | Akten-Nr.     | Bild       |
| ------------------------------------------------------- | ---------- | ---------------------------------------------------------------------------------------------- | ------------- | ---------- |
| Bahnstrecke Bamberg–Hof (bei Bahn-km 93,960) ()         | Durchlass  | einbogige Streckenunterführung, Sandsteinmauerwerk nördlich des Bahnhofs Stammbach, um 1847/48 | D-4-75-175-33 |            |
| Bahnstrecke Bamberg–Hof (bei Bahn-km 94,287) (Standort) | Bahnbrücke | einbogige Streckenunterführung, Sandstein, um 1847/48                                          | D-4-75-175-28 | Bahnbrücke |

### Weißenstein
| Lage                     | Objekt        | Beschreibung                                                     | Akten-Nr.     | Bild           |
| ------------------------ | ------------- | ---------------------------------------------------------------- | ------------- | -------------- |
| Weißenstein 1 (Standort) | Aussichtsturm | Aus Eklogit, 1926 nach Plänen von Hans Carl Reissinger, Bayreuth | D-4-75-175-32 | weitere Bilder |

## Ehemalige Baudenkmäler
In diesem Abschnitt sind Objekte aufgeführt, die früher einmal in der Denkmalliste eingetragen waren, jetzt aber nicht mehr. Objekte, die in anderem Zusammenhang also z. B. als Teil eines Baudenkmals weiter eingetragen sind, sollen hier nicht aufgeführt werden. Aktennummern in diesem Abschnitt sind ehemalige, jetzt nicht mehr gültige Aktennummern.

| Lage                                 | Objekt                       | Beschreibung                       | Akten-Nr.     | Bild                         |
| ------------------------------------ | ---------------------------- | ---------------------------------- | ------------- | ---------------------------- |
| Stammbach Bahnhofstraße 1 (Standort) | Fenster- und Türrahmung      | Rocaille-Relief, bezeichnet „1771“ | D-4-75-175-1  | Fenster- und Türrahmung      |
| Querenbach Querenbach 18 (Standort)  | Wohnstallhaus mit Satteldach | Bezeichnet „1823“                  | D-4-75-175-23 | Wohnstallhaus mit Satteldach |